# Гангстер (фильм, 1997)
«Гангстер» (англ. Hoodlum) — кинофильм, боевик режиссёра Билла Дьюка. Сюжет картины частично основан на реальной биографии чернокожего криминального авторитета «Бампи» Джонсона.

## Сюжет
Действие картины начинается в 1934 году в Нью-Йорке после досрочного освобождения из тюрьмы Элсворта «Бампи» Джонсона. Он возвращается в Гарлем и быстро становится известен в преступных кругах. Он близко знакомится с «Королевой чисел» Стефани Сен Клэр, которая держит подпольную лотерею (en), популярную среди бедноты Нью-Йорка.
Наблюдая то, как процветает лотерея, на территорию Гарлема вторгаются люди гангстера Голландца Шульца. Даже в преступной среде он печально известен жестокостью, расистскими выходками и непредсказуемым поведением. Голландец работает на крёстного отца итальянской мафии Лаки Лучано. Между белыми (итальянцами) и неграми происходят постоянные разборки, и ситуация накаляется. Голландец организует неудачное покушение на Бампи. Пользуясь своими связями с коррумпированными чиновниками, Голландец отправляет Мадам Сен Клер за решётку. Лотерейным бизнесом теперь полностью заправляет Бампи. Поначалу он пытается избежать кровопролития, но противостояние с Шульцем вынуждает его перейти к жёстким мерам, и Бампи организует крупный взрыв в офисе Голландца.
Дела не идут лучше, и Бампи вынужден согласиться на посредничество с Лаки Лучано для улаживания конфликта. Друзья и сообщники Бампи обижены за то, что он зачерствел, слишком сблизился с белыми и игнорирует своих чёрных братьев. Между тем развивается роман между Бампи и работником социальной службы Франсин Хьюз. Разочарованная тем, что её возлюбленный постепенно становится безжалостным убийцей, она бросает его.
В ответ на убийство своего близкого друга Иллинойса Гордона Бампи организует ответную акцию. Он убивает продажного полицейского, виновного в смерти друга, и осуществляет покушение на Голландца. В концовке Бампи посещает церковь, в которой отпевают Гордона.

## В ролях
- Лоренс Фишберн — Бампи Джонсон
- Тим Рот — Голландец Шульц
- Ванесса Уильямс — Франсин Хьюз
- Энди Гарсиа — Лаки Лучано
- Сисели Тайсон — Стефании Сен Клер
- Чи Макбрайд — Иллинойс Гордон
- Уильям Атертон — Томас Дьюи
- Лоретта Дивайн — Мэри Пигфут
- Куин Латифа — Сули
- Эд О’Росс — Лулу Розенкранц
- Тони Рич — Дюк Эллингтон